# 卡藍卡斯撞擊事件
卡藍卡斯撞擊事件（英語：Carancas impact event）是指2007年9月15日一個球粒隕石落在祕魯卡藍卡斯附近一個鄰近玻利維亞邊境和的的喀喀湖邊村莊的事件。該次撞擊產生了撞擊坑並且使周圍地表變形。一位當地官員 Marco Limache 說這次撞擊事件使「沸騰的水從撞擊坑噴出，並且可在撞擊坑周圍找到隕石碎片和灰燼」；同時惡臭的毒性氣體也從該撞擊坑噴出。
在撞擊發生後，曾接近該撞擊坑的村民都得到了不明原因且有許多種症狀的疾病。撞擊兩天後，祕魯科學家發表聲明確定是一次隕石撞擊事件，但蔓延甚廣的疾病被認為是因為地球物理的因素引起，而非天體。但並無更進一步資訊顯示到底是什麼原因引起疾病。該地地下水已知含有砷，因此該次撞擊事件被認為是隕石撞擊時的高溫讓含砷的地下水蒸發造成人吸入後砷中毒。

## 撞擊事件
在當地時間2007年9月15日11:45（16:45 GMT），一個球粒隕石墜落在秘魯普诺大区接近卡藍卡斯鄰近玻利維亞邊境和的的喀喀湖邊的一個小村落（見本條目右上方地圖）。該次撞擊產生了一個深度超過4.5公尺，寬度約13公尺的撞擊坑；且該撞擊坑周圍可看到明顯地表變形。一位當地官員 Marco Limache 說這次撞擊事件使「沸騰的水從撞擊坑噴出，並且可在撞擊坑周圍找到隕石碎片和灰燼」；同時惡臭的毒性氣體也從該撞擊坑噴出。該撞擊坑的大小約為13.80X13.30公尺，其東西走向的直徑最大。當地人觀察到造成該撞擊事件的火球相當明亮且有大量煙塵，而觀測到時該火球高度只有約1000公尺。該物體的運動方向是 N030E。撞擊時產生的強大爆炸將距離撞擊點1公里遠的地方衛生中心窗戶玻璃震破。撞擊地點產生的煙霧持續了數分鐘，並且該撞擊坑內可看到沸騰的水。
在撞擊後不久，超過六百名曾到過撞擊地點的當地居民因為不明原因而身體不適，症狀包含真皮受傷、噁心、頭疼、腹瀉和嘔吐。9月20日祕魯科學家確認這是一次隕石撞擊事件，但無法進一步確認是什麼原因造成民眾身體不適。撞擊坑專家則指出這是一次不尋常撞擊事件，並估計撞擊的隕石在破碎前直徑至少有三公尺。當地地下水在撞擊前就已知道含有砷，因此民眾的疾病被認為是因為吸入撞擊後產生的含砷水蒸氣造成砷中毒。但更進一步的調查發現當地地下水的砷含量和供應當地民眾水源的砷含量並無差異，因此有報告認為其實是隕石中大量存在的含硫礦物隕硫鐵（Troilite，磁黃鐵礦的變種）蒸氣造成，這種礦物在撞擊時產生的相對低溫和高壓環境時容易融化。
根據芝加哥大學太陽系化學家拉里·格罗斯曼的說法，從該隕石在空中造成的強光和爆炸可發現該隕石包含來自外太空的物質。
而該撞擊產生的巨大聲音和爆炸威力更讓祕魯人誤以為鄰國智利發動攻擊。

## 撞擊物體

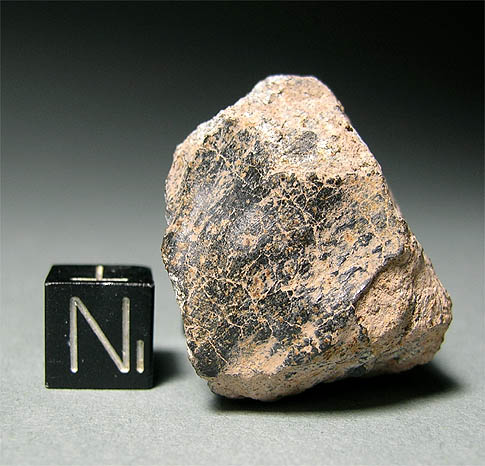
卡藍卡斯撞擊事件發生數日後在當地找到的隕石碎片，重量27.70公克。左方比例方塊體積1立方公分。

祕魯地球物理研究所的三位地質學家於同年9月20日公佈了相關報告。天文物理學家荷西·石塚（José Ishitsuka）確認這是一次隕石撞擊。
同年9月20日，玻利維亞拉巴斯市立聖安德烈大學地質系的 X-Ray 實驗室公開了在撞擊地點取樣的一小塊物質檢驗報告。該實驗室檢驗到了隕石中會存在的鐵、鈷、鎳和痕量銥。而該隕石成分中定量卻不和岩石相容的矽、鋁、鉀、鈣、鎂和硫則在地球表面被發現。
祕魯的矿业、地质及冶金协会 (Instituto Geológico Minero y Metalúrgico, INGEMMET) 於9月21日對內部公開了卡藍卡斯撞擊事件報告，但對一般大眾公開的聲明則晚了一星期。研究人員從撞擊坑區域取得的物質發現是球粒隕石物質，並有以下礦物：40%的輝石(1)、20%的橄欖石、10%的長石、10%的輝石(2)、15%的錐紋石、5%的隕硫鐵、以及痕量的鉻鐵礦和自然銅。錐紋石在自然中只存在於隕石。
根據亞利桑那大學團隊所提出，隕石學會認可的分類方式中，卡藍卡斯隕石是一個普通球粒隕石，屬於角砾岩H球粒隕石，在岩石學分類中屬於第4至第5型 (H4-5)。該流星體在最終墜落地球之前曾經歷過多次撞擊。更進一步研究結果則要再由NASA、英國和日本科學家研究後的相關新聞報導得知。

## 疾病報告
在撞擊之後，當地村落許多居民前往撞擊地點一探究竟，不久後接近撞擊坑的村民即有 100 到 200 人表示身體不適。第一批前往調查的警察也感覺身體不適。自9月15日起感覺身體不適的人數增加，必須要另派醫生建立輔助卡藍卡斯衛生中心的輔助醫療站 。接受治療的患者症狀是真皮受傷、噁心、頭痛、腹瀉和嘔吐，當地並有家畜死亡的報告。當地政府為了避免疾病擴大，決定停止飲用撞擊地點附近可能遭汙染水源的水，並宣佈進入緊急狀態。撞擊後四天大多數當地居民表示身體已康復。
該撞擊事件詳細報告中提到了撞擊時產生的熱能使泥濘的撞擊坑內的水沸騰十分鐘等細節，更成為專家們要解決的問題。因為撞擊地點海拔高於 3800 公尺，該隕石並未像一般隕石一樣進入地球密度較高的低層大氣造成減速的過程，造成如此體積和質量的隕石撞擊地球時的動能可能不尋常地高，這是因為在撞擊前隕石外部會因為熱能造成燒蝕。後來確定該隕石內有大量的鐵和與鐵性質相似的鐵磁性物質，使隕石进入大气层時能保留較多熱能。

### 官方反應
相對於其他國際媒體的報導，祕魯衛生官員對於此事件冷處理。普諾大區的地方衛生中心主任 Jorge López Tejada 否認當地曾發生任何嚴重的緊急醫療狀況。但有一組於9月18日抵達的非官方醫療團隊報告，在撞擊坑中散發的異味氣體造成當地的緊急醫療狀況。先前 Tejada 曾表示當地官員感覺暈眩、噁心、更有人因此嘔吐。
9月19日，祕魯的國家通訊社 Andina 報導生病的村民都已有一定程度的康復。López Tejada 表示當地村民正在康復中，沒有發生任何緊急狀況，患病的 200 人其症狀各不相同。政府官員也要求一般民眾躲開「從天而降的發光物體」。

### 可能的病因
科學家一開始的判斷把輻射從致病的可能原因中排除。秘魯國家核能研究所的蘭恩·拉米雷斯（Renan Ramirez）表示，這可能是因為硫、砷等有毒物質在撞擊時的高溫下氣化造成。一些不具名的消息來源在這事件發生後表示這確實是一次隕石撞擊事件。稍後在9月18日，一位秘魯火山學家指出這次撞擊事件是一個球粒隕石造成。
一些報告則初步懷疑這些疾病可能是心理影響生理造成。NASA噴射推進實驗室的近地天體搜尋計畫主持人唐·姚曼斯（Don Yeomans）則表示，這更可能是發生在撞擊點的下層，而非上層。讓前往研究撞擊坑的人身體不是的有毒氣體顯示了這更可能是熱液活動，例如當地的氣體爆炸，因為隕石本身並不會散發有毒氣體。
9月21日有更多的證據讓人相信是砷中毒。祕魯礦業、地質及冶金協會的路易薩·馬塞多（Luisa Macedo）表示，氣體是因為隕石高溫表面和含砷的地下水交互作用引起。在秘魯南部地區，地下水中含砷並非罕見。祕魯地球物理研究所的荷西·石塚則表示，如果該隕石因為和大氣層摩擦，在熾熱、高溫狀態下和地下水反應確實可以產生大量氣體，但是撞擊地球表面的流星大多在低溫狀態，使得卡藍卡斯撞擊事件相當不尋常。

## 外部連結
- Brief account on the impact event and photos of Carancas meteorite fragments
- Brown Scientist Answers How Peruvian Meteorite Made It to Earth